# ゴンゾポルノ

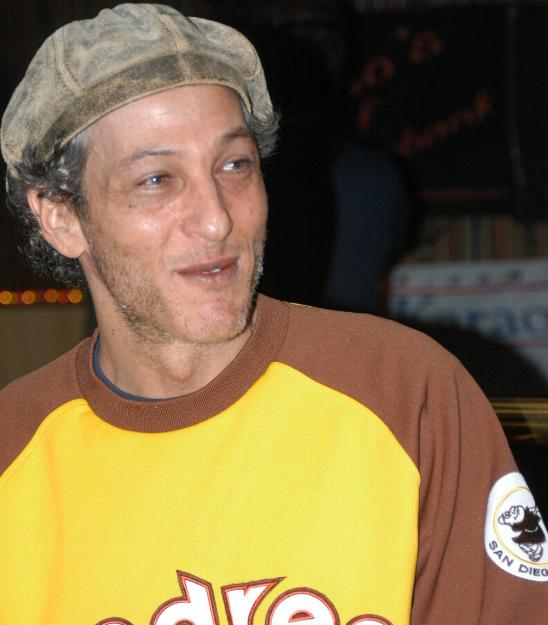
代表的なゴンゾポルノ映画監督の1人、シーモア・バッツ

ゴンゾポルノ (Gonzo pornography) は直線的に聴視者をセックスシーンに誘導するポルノビデオの映画撮影スタイル。この名前はリポーター自らが出来事の中へと身を投じる「ゴンゾ・ジャーナリズム」に由来している。主に欧米で使われる用語であり、日本のアダルトビデオで言えば、撮影者がカメラを持ちながら行為に及ぶ「ハメ撮り」に相当する。

## 概要
ゴンゾポルノにおいては、しばしば1人ないし数人の出演者が、従来の映画（ポルノ映画）とは異なり特に役を演じる事無く、カメラを持って撮影と性行為を実行する。基本的にゴンゾポルノではアマチュアポルノに影響され、全身や引きのショットよりクローズアップを多用する傾向がある。自由で直接的なカメラワークには伝統的な多くのポルノと異なり、頻繁に性器に「密着した」ショットが含まれる。
一般的にゴンゾポルノでは、従来のポルノ映画に見られる筋書き、用意された科白、念入りに仕上げられた衣裳やセット、技巧的なカメラワークは重視されない傾向がある。しかしジョン・スタグリアーノのような一部のゴンゾ監督は、本質的にゴンゾに筋書きが不足していると考えるのは誤りであり、そこには物語が存在していると主張する。
ゴンゾは1990年代半ばから人気が爆発的に高まり、ポルノの主流へと成長した。これによりプロデューサーが市場に参入する費用が低減され、アマチュア出演者が有名になることは更に容易になった。多少異なったスタイルでも余分なものを排した実用本位のポルノ映画はゴンゾポルノに分類する事ができる。現在いくつかのプロダクションが製作するゴンゾポルノは、卓越した照明と音質を持ち、贅沢な屋敷の様々な部屋で撮影される。
全てのゴンゾ映画に共通する特徴の1つとして、非常に強調された、ほとんど異常なほどの激しい性行為が挙げられ、現代のゴンゾは伝統的な、あるいはアマチュアのポルノに比べ、より露骨な性行為によって進化している。撮影技術やシーンに対する監督の熱意の度合いに関係なく、ゴンゾは従来の（例えばビビッド・エンターテインメントやアダム&イブの）ポルノビデオに比べ、時間毎のセックスシーンが多い。ゴンゾはセックスシーンが長くなる傾向にあり、1つの男女の性交シーンが15分から30分続く事は一般的である。
ジョン・スタグリアーノは彼が監督した『バットマン・シリーズ (Buttman series)』により、ゴンゾポルノジャンルの草分けと見なされている。ポルノスターのミカ・タンは2008年に平均的なゴンゾDVDの製作費は16,000ドルであるとコメントしている。

## 著名なゴンゾポルノ監督
- ジョン・スタグリアーノ
- ジョン・レスリー
- ロッコ・シフレディ
- クリストフ・クラーク
- ジョーイ・シルヴェラ

- シェーン
- ベン・ドーバー
- シーモア・バッツ
- ジュールス・ジョーダン
- エリック・エヴァーハード

- リッキー・D
- ランディ・ウェスト
- ロドニー・ムーア
- アシュレイ・ブルー
- ベラドンナ